# 阿布贾
阿布贾（英語：Abuja），是尼日利亚首都與第八大人口城市，也是尼日利亚的文化、经济、行政中心。該城市位于尼日利亚中央地带的聯邦首都特區(FCT) ，尼日尔河支流古拉拉河（Gurara）左岸。是一座主要建於1980年代的規劃城市。它於1991年12月12日取代該國人口最多的城市拉哥斯成為首都。
在2006年的人口普查中，阿布賈市的人口為776,298人，使其成為尼日利亞人口最多的十個城市之一，據聯合國統計，阿布賈人口在2000年至2010年間增長了139.7%，成為世界上人口增長最快的城市。截至2015年，這座城市的年增長率至少為 35%，繼續保持其作為非洲大陸增長人口最快城市的地位。2016年，阿布賈都會區估計有 600 萬人，僅次於拉哥斯，成為尼日利亞人口最多的都會區。

阿布贾的主要宗教場所包括阿布加國家清真寺和全國基督教中心。該市由納姆迪·阿齊基韋國際機場提供服務。阿布賈是非洲少數幾個專門建造的首都城市之一，也是非洲最富有的城市之一。由於尼日利亞在地區事務中的地緣政治影響力，因此阿布贾也是非洲大陸的重要首都。阿布賈也是一個會議城市，每年都會舉辦各種國際會議，例如 2003年大英國協政府首腦會議和2014年世界經濟論壇非洲峰會全會。

## 歷史
阿布贾原为锡矿开采地，中部公路网中心和农产品集散地。1976年始建。尼日利亚政府决定将首都从沿海的拉各斯内迁，在国土的中心地带阿布贾地区划出了一个联邦首都直辖区。阿布贾市区整体规划由日本著名建筑师丹下健三负责设计，整体形状是新月形，代表着对伊斯兰教的信仰。
因為種族和宗教問題，遷都至中立地區之事自奈及利亞創立伊始便已提出。1970年代早期決定遷都至國家中部，同時因為拉各斯人口過多導致了諸多問題，遷都之事更加刻不容緩。1970年代末開始動工，但因為國家經濟政治都不穩定，第一階段工程直到1980年代末才完成。
阿布賈和聯邦首都特區的主要建造計劃是由美國財團International Planning Associates (IPA).完成的，該財團的設計塑造了阿布賈現在的模樣。而首都中心主要是由丹下健三和他的團隊設計的。经过多年的建设，阿布贾于1991年12月12日正式成为尼日利亚的首都。
遷都之後，多國大使館也隨之遷到了阿布賈，但依舊在拉各斯保留著領事館，而後者依舊被認為是奈及利亞的商業中心。西非國家經濟共同體的總部和OPEC的區域總部位於阿布賈。隨著國內和國際地位的提高，阿布賈的人口逐年高速增長，因為擴張太快，其邊境已經超出了預期的範圍。為此2003年聯邦首都特區的前首長納西爾·阿哈默德·魯法伊進行了大規模拆遷。阿布贾城市铁路正在建设之中（已完工两条，蓝线和黄线，共有12个城铁轻轨站）。

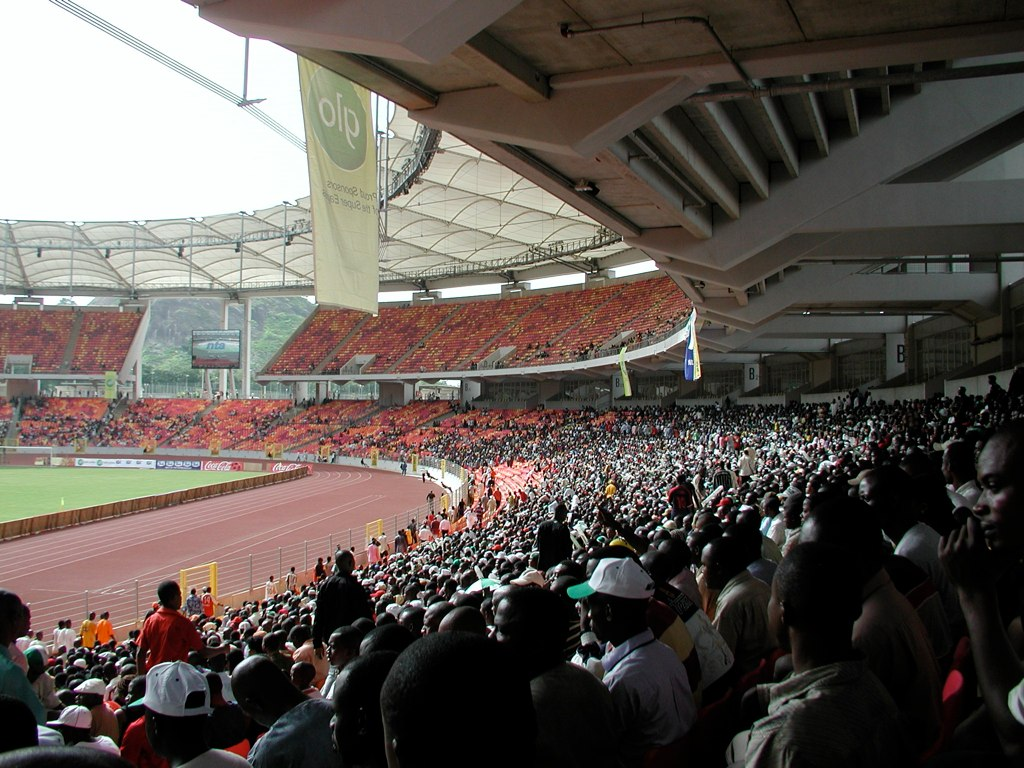
阿布加體育場
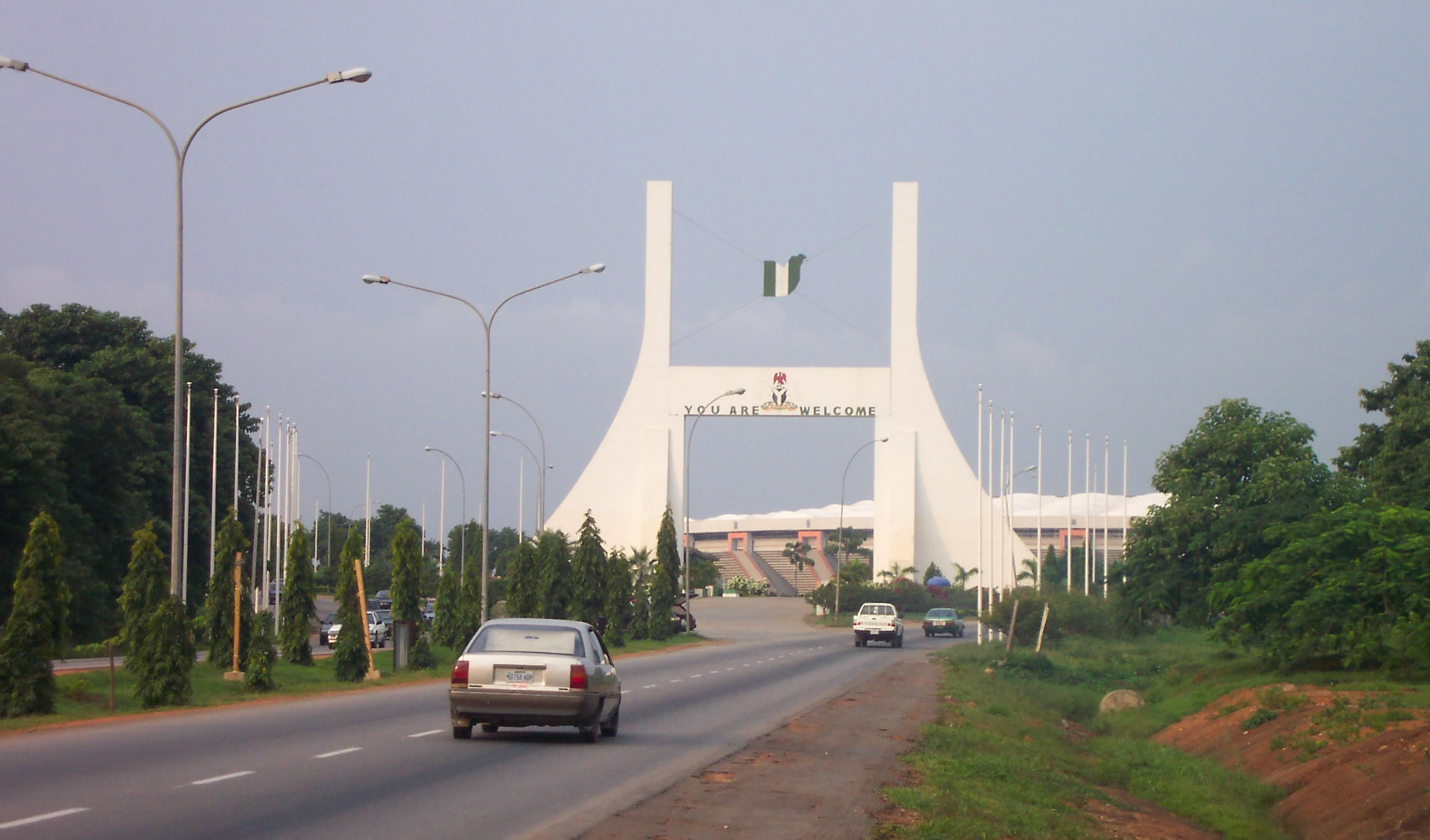
城市門
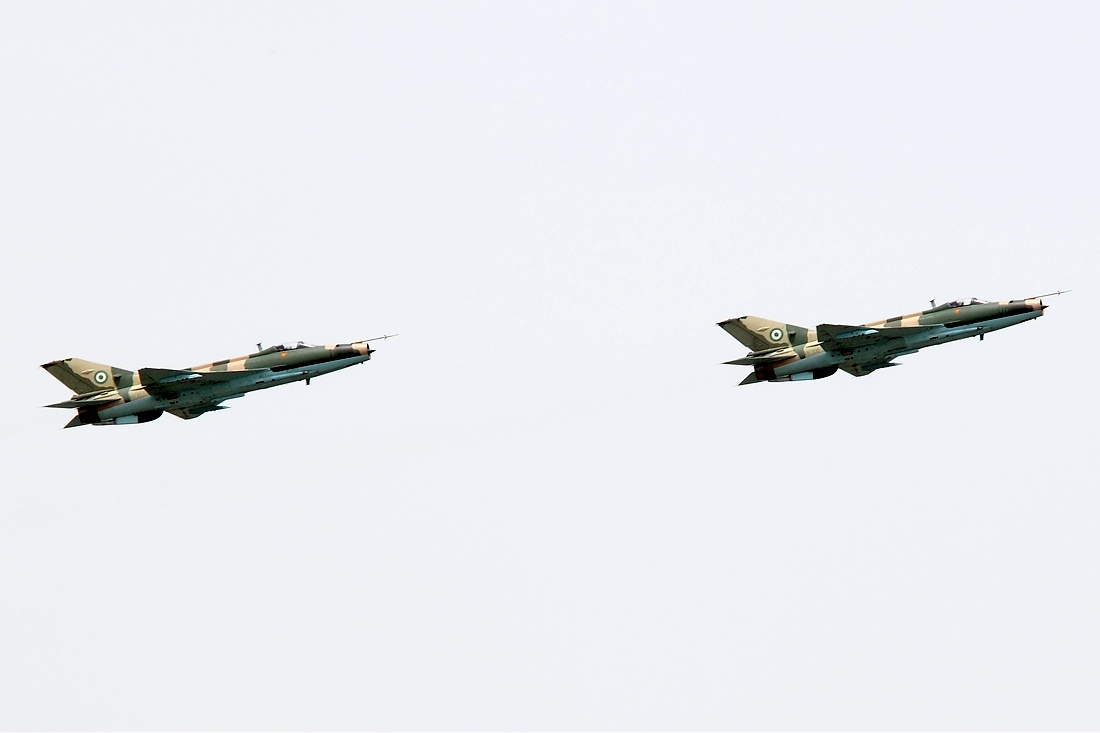
國慶表演首都上空的殲七
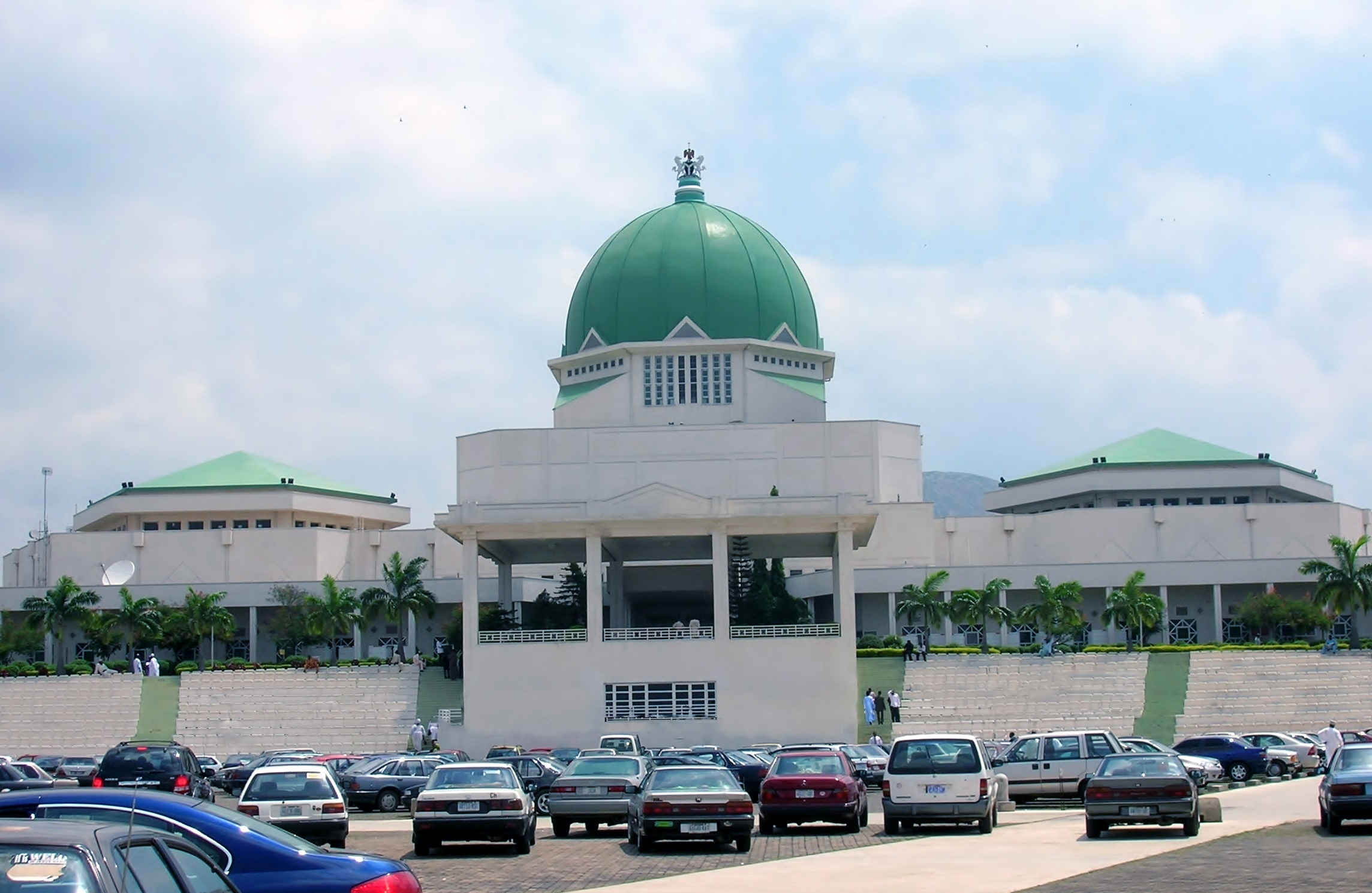
國會
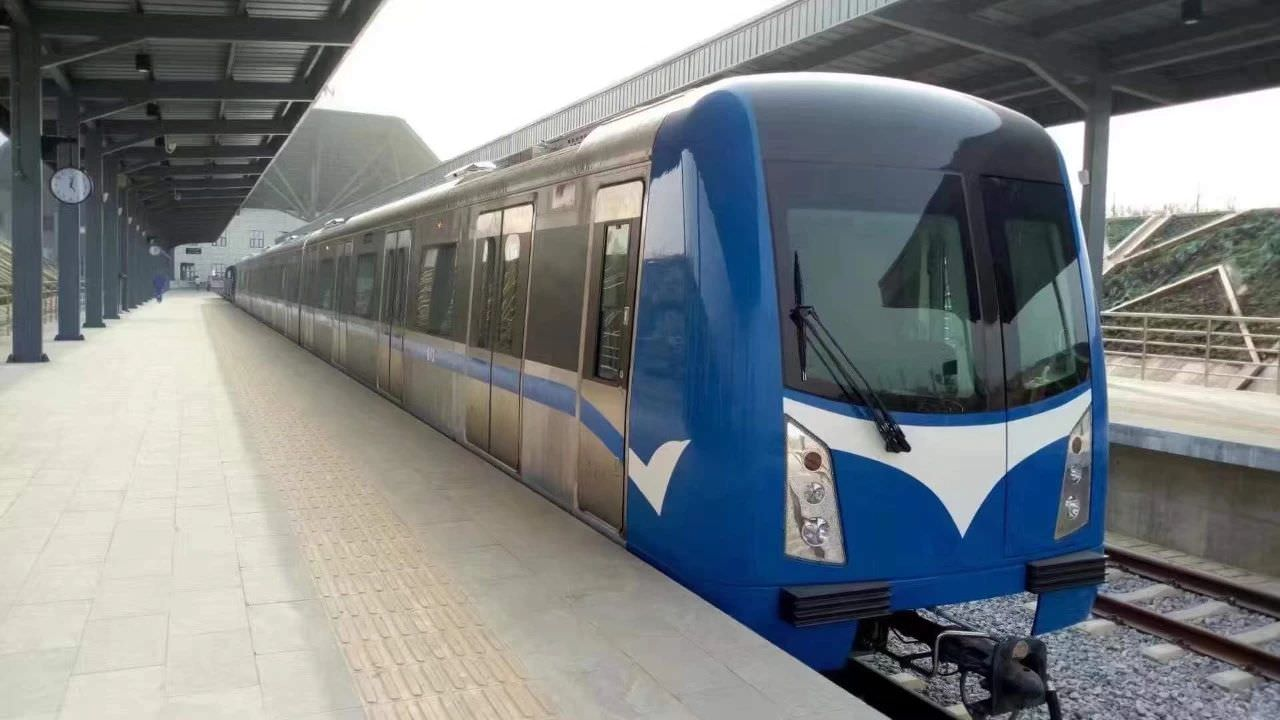
阿布贾城铁车厢

## 地理
阿布贾海拔為360米（1,180 英尺）。

### 氣候

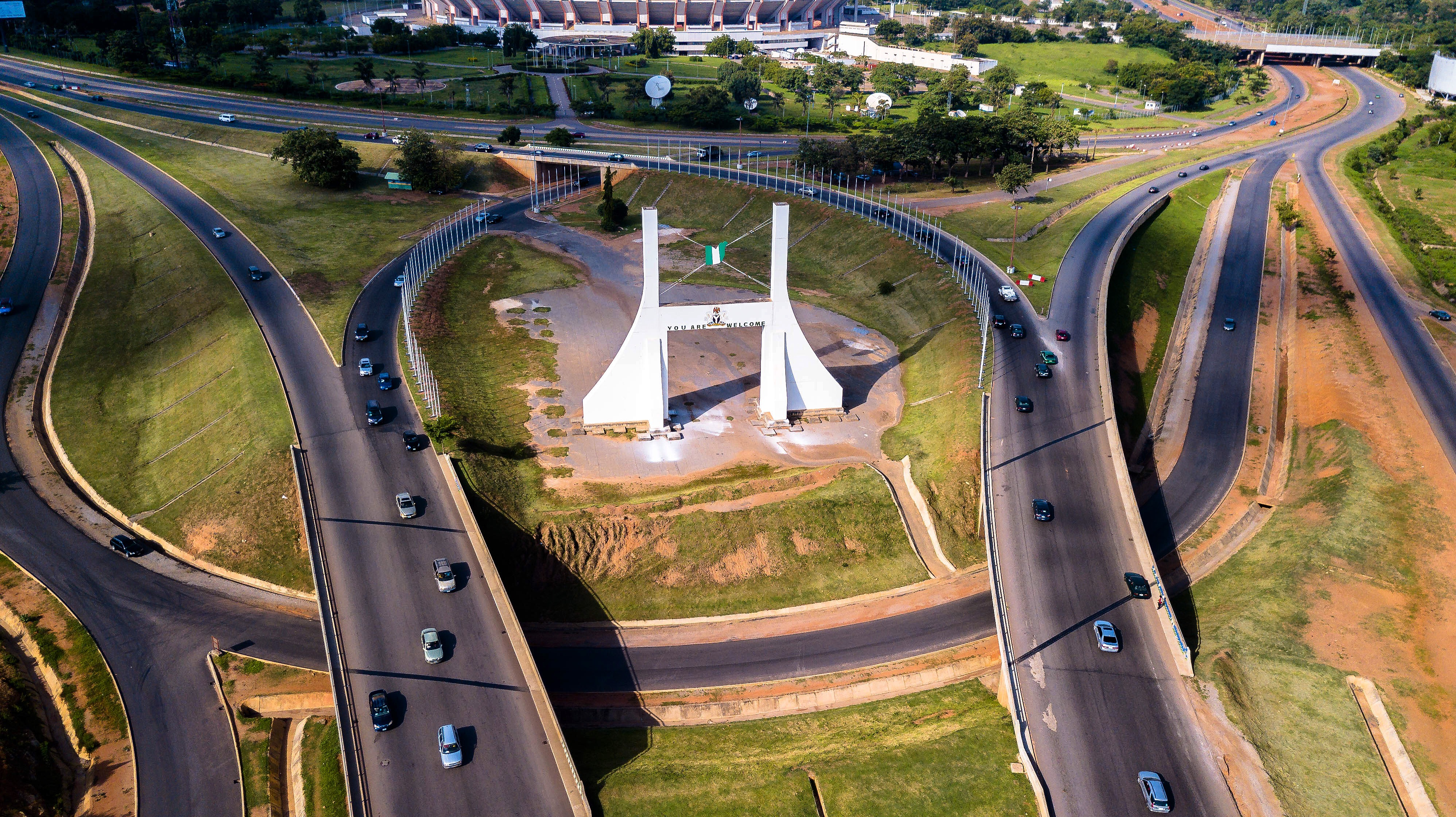
阿布加

阿布贾的氣候屬於柯本氣候分類法的半乾旱氣候，每阿布贾年經曆三種天氣狀況。溫暖潮濕的雨季和炎熱的旱季。在兩者之間，有一個乾燥多塵的東北信風，為城市帶來沙塵霾和乾燥。阿布贾的雨季從4月開始到10月結束，白天氣溫達到28°C (82.4°F) 到30°C (86.0°F)，夜間最低溫度徘徊在22°C (71.6°F) 到23°C (73.4°F)。在旱季，白天溫度可飆升至40°C (104.0°F)，夜間溫度可降至12°C (53.6°F)。即使是最寒冷的夜晚，白天的氣溫也會遠高於30°C (86.0°F)。阿布贾的高海拔和起伏的地形，對該地區的天氣起到調節作用。該城市的內陸位置，導致晝夜溫差遠大於拉哥斯等氣候相似的沿海城市。
阿布贾的雨量反映位於喬斯高原的迎風面和氣團上升地帶的影響，每年四月至十月的雨季期間，該市經常下雨。
| 阿布贾                        | 阿布贾      | 阿布贾       | 阿布贾       | 阿布贾       | 阿布贾       | 阿布贾      | 阿布贾      | 阿布贾      | 阿布贾      | 阿布贾      | 阿布贾       | 阿布贾      | 阿布贾       |
| 月份                          | 1月         | 2月          | 3月          | 4月          | 5月          | 6月         | 7月         | 8月         | 9月         | 10月        | 11月         | 12月        | 全年         |
| ----------------------------- | ----------- | ------------ | ------------ | ------------ | ------------ | ----------- | ----------- | ----------- | ----------- | ----------- | ------------ | ----------- | ------------ |
| 历史最高温 °C（°F）           | 36.0 (96.8) | 38.4 (101.1) | 39.7 (103.5) | 39.0 (102.2) | 39.3 (102.7) | 34.0 (93.2) | 32.0 (89.6) | 31.2 (88.2) | 31.0 (87.8) | 35.0 (95.0) | 37.9 (100.2) | 37.6 (99.7) | 39.7 (103.5) |
| 平均高温 °C（°F）             | 33.7 (92.7) | 37.1 (98.8)  | 37.0 (98.6)  | 34.9 (94.8)  | 33.7 (92.7)  | 30.4 (86.7) | 28.9 (84.0) | 28.4 (83.1) | 29.3 (84.7) | 30.1 (86.2) | 34.7 (94.5)  | 34.8 (94.6) | 32.8 (91.0)  |
| 日均气温 °C（°F）             | 26.1 (79.0) | 28.7 (83.7)  | 30.5 (86.9)  | 28.9 (84.0)  | 28.6 (83.5)  | 26.9 (80.4) | 25.9 (78.6) | 24.8 (76.6) | 25.4 (77.7) | 27.0 (80.6) | 28.0 (82.4)  | 27.6 (81.7) | 27.4 (81.3)  |
| 平均低温 °C（°F）             | 19.2 (66.6) | 22.2 (72.0)  | 25.4 (77.7)  | 24.5 (76.1)  | 24.4 (75.9)  | 23.4 (74.1) | 23.1 (73.6) | 22.4 (72.3) | 22.7 (72.9) | 23.6 (74.5) | 21.1 (70.0)  | 20.8 (69.4) | 22.7 (72.9)  |
| 历史最低温 °C（°F）           | 15.0 (59.0) | 18.6 (65.5)  | 20.0 (68.0)  | 21.7 (71.1)  | 21.6 (70.9)  | 20.8 (69.4) | 20.3 (68.5) | 20.0 (68.0) | 20.0 (68.0) | 21.6 (70.9) | 17.0 (62.6)  | 17.0 (62.6) | 15.0 (59.0)  |
| 平均降雨量 mm（）             | 3 (0.1)     | 7 (0.3)      | 16 (0.6)     | 73 (2.9)     | 137 (5.4)    | 187 (7.4)   | 216 (8.5)   | 272 (10.7)  | 233 (9.2)   | 117 (4.6)   | 7 (0.3)      | 2 (0.1)     | 1,270 (50.1) |
| 平均降雨天数                  | 0.1         | 0.2          | 1.3          | 3.2          | 9.4          | 10.3        | 13.0        | 17.2        | 15.9        | 8.0         | 0.3          | 0.1         | 79           |
| 来源：Deutscher Wetterdienst. |             |              |              |              |              |             |             |             |             |             |              |             |              |